# ظربان الولايات المتحدة المفنطس
ظربان الولايات المتحدة المفنطس أو الظربان الأمريكي المفنطس أبيض الظهر (الاسم العلمي: Conepatus leuconotus)، نوع من جنس الظربان الأمريكي المفنطس وينتمي إلى فصيلة الظربان الأمريكي. موطنه أمريكا الشمالية وأمريكا الوسطى. يصل طوله إلى 82 سم.